# Antheraea ussuriensis
Antheraea ussuriensis är en fjärilsart som beskrevs av Shakhbazov. 1953. Antheraea ussuriensis ingår i släktet Antheraea och familjen påfågelsspinnare. Inga underarter finns listade i Catalogue of Life.